# Mariah Carey-videográfia
Mariah Carey videoklipjei.

## Videoklipek listája
| Év   | Album                                                       | Klip címe                                                          | Rendező                        |
| ---- | ----------------------------------------------------------- | ------------------------------------------------------------------ | ------------------------------ |
| 1990 | Mariah Carey                                                | Vision of Love                                                     | Bojan Bazelli                  |
| 1990 | Mariah Carey                                                | Love Takes Time                                                    | Jeb Bien, Walter Maser         |
| 1990 | Mariah Carey                                                | Someday (New 7" Jackswing)                                         | Larry Jordan                   |
| 1990 | Mariah Carey                                                | Someday (New 12" Jackswing)                                        | Larry Jordan                   |
| 1991 | Mariah Carey                                                | I Don’t Wanna Cry                                                  | Larry Jordan                   |
| 1991 | Mariah Carey                                                | There’s Got to Be a Way                                            | Larry Jordan                   |
| 1991 | Emotions                                                    | Emotions                                                           | Jeff Preiss                    |
| 1991 | Emotions                                                    | Emotions (12" Club Mix)                                            | Jeff Preiss                    |
| 1991 | Emotions                                                    | Can’t Let Go (Edit)                                                | Jim Sonzero                    |
| 1992 | Emotions                                                    | Make It Happen                                                     | Marcus Nispel                  |
| 1992 | MTV Unplugged                                               | I’ll Be There                                                      | Larry Jordan                   |
| 1992 | Emotions                                                    | If It’s Over                                                       | Larry Jordan                   |
| 1993 | Music Box                                                   | Dreamlover                                                         | Diane Martel                   |
| 1993 | Music Box                                                   | Hero                                                               | Larry Jordan                   |
| 1994 | Music Box                                                   | Without You                                                        | Larry Jordan                   |
| 1994 | Music Box                                                   | Anytime You Need a Friend                                          | Danielle Federici              |
| 1994 | Music Box                                                   | Anytime You Need a Friend (C+C Video Edit)                         | Danielle Federici              |
| 1994 | Songs (Luther Vandross albuma)                              | Endless Love                                                       | Big TV!                        |
| 1994 | Merry Christmas                                             | All I Want for Christmas Is You                                    | Diane Martel                   |
| 1994 | Merry Christmas                                             | All I Want for Christmas Is You (1960s Version)                    | Diane Martel                   |
| 1994 | Merry Christmas                                             | Miss You Most (At Christmas Time)                                  | Diane Martel                   |
| 1994 | Merry Christmas                                             | Joy to the World                                                   | Larry Jordan                   |
| 1994 | Merry Christmas                                             | Joy to the World (Celebration Mix)                                 | Irv Gotti                      |
| 1995 | Daydream                                                    | Fantasy                                                            | Mariah Carey                   |
| 1995 | Daydream                                                    | Fantasy (Bad Boy Remix)                                            | Mariah Carey                   |
| 1995 | Daydream                                                    | One Sweet Day                                                      | Larry Jordan                   |
| 1996 | Daydream                                                    | Open Arms                                                          | Larry Jordan                   |
| 1996 | Daydream (spanyol kiadás)                                   | El amor que soñé                                                   | Larry Jordan                   |
| 1996 | Daydream                                                    | Always Be My Baby                                                  | Mariah Carey                   |
| 1996 | Daydream                                                    | Always Be My Baby (Mr. Dupri Mix)                                  | Mariah Carey                   |
| 1995 | Daydream                                                    | Forever                                                            | Larry Jordan                   |
| 1997 | Butterfly                                                   | Honey                                                              | Paul Hunter                    |
| 1997 | Butterfly                                                   | Honey (Bad Boy Remix)                                              | Paul Hunter, Mariah Carey      |
| 1997 | [Butterfly                                                  | Butterfly                                                          | Mariah Carey, Daniel Pearl     |
| 1998 | Butterfly                                                   | Breakdown                                                          | Mariah Carey, Diane Martel     |
| 1998 | Butterfly                                                   | The Roof (Back in Time)                                            | Mariah Carey, Diane Martel     |
| 1998 | Butterfly                                                   | My All                                                             | Herb Ritts                     |
| 1998 | Butterfly                                                   | My All/Stay Awhile                                                 | Diane Martel                   |
| 1998 | Butterfly                                                   | Whenever You Call                                                  | Diane Martel                   |
| 1998 | #1’s                                                        | Sweetheart                                                         | Hype Williams                  |
| 1998 | #1’s                                                        | When You Believe                                                   | Phil Joanou                    |
| 1999 | #1’s                                                        | I Still Believe                                                    | Brett Ratner                   |
| 1999 | #1’s                                                        | I Still Believe/Pure Imagination (Damizza Remix)                   | Mariah Carey                   |
| 1999 | Rainbow                                                     | Heartbreaker                                                       | Brett Ratner                   |
| 1999 | Rainbow                                                     | Heartbreaker (Remix)                                               | Diane Martel                   |
| 1999 | Rainbow                                                     | Thank God I Found You                                              | Brett Ratner                   |
| 1999 | Rainbow                                                     | Thank God I Found You (Make It Last Remix)                         | Sanaa Hamri                    |
| 2000 | Rainbow                                                     | Against All Odds (szólóváltozat)                                   | Paul Misbehoven                |
| 2000 | Rainbow                                                     | Against All Odds (duettváltozat)                                   | Mariah Carey                   |
| 2000 | Greatest Hits                                               | All I Want for Christmas Is You (So So Def Remix)                  | „Kris Kringle”                 |
| 2000 | Merry Christmas                                             | O Holy Night                                                       | Sanaa Hamri                    |
| 2001 | Rainbow                                                     | Can’t Take That Away (Mariah’s Theme) (visszavont változat)        | Sanaa Hamri                    |
| 2001 | Rainbow                                                     | Can’t Take That Away (Mariah’s Theme) (új változat)                | Sanaa Hamri                    |
| 2001 | Rainbow                                                     | Crybaby                                                            | Sanaa Hamri                    |
| 2001 | Glitter                                                     | Loverboy                                                           | David LaChapelle               |
| 2001 | Glitter                                                     | Loverboy (Remix)                                                   | David LaChapelle               |
| 2001 | Glitter                                                     | Never Too Far                                                      | Vondie Curtis Hall             |
| 2001 | Glitter                                                     | Don’t Stop (Funkin’ 4 Jamaica)                                     | Sanaa Hamri                    |
| 2001 | Glitter                                                     | Last Night a DJ Saved My Life                                      | Sanaa Hamri                    |
| 2002 | Charmbracelet                                               | Through the Rain                                                   | David Meyers                   |
| 2003 | Charmbracelet                                               | Boy (I Need You)                                                   | Joseph Khan                    |
| 2003 | The Remixes                                                 | I Know What You Want                                               | Chris Robinson                 |
| 2003 | Charmbracelet                                               | Bringin’ On the Heartbreak                                         | Sanaa Hamri                    |
| 2004 | Kiss of Death (Jadakiss albuma)                             | U Make Me Wanna                                                    | Sanaa Hamri                    |
| 2005 | The Emancipation of Mimi                                    | It’s Like That                                                     | Brett Ratner                   |
| 2005 | The Emancipation of Mimi                                    | We Belong Together                                                 | Brett Ratner                   |
| 2005 | The Emancipation of Mimi                                    | Shake It Off                                                       | Jake Nava                      |
| 2005 | The Emancipation of Mimi                                    | Get Your Number                                                    | Jake Nava                      |
| 2005 | The Emancipation of Mimi (Platinum Edition)                 | Don’t Forget About Us                                              | Paul Hunter                    |
| 2006 | The Emancipation of Mimi                                    | Say Somethin’                                                      | Paul Hunter                    |
| 2007 | The Emancipation of Mimi (Platinum Edition)                 | Don’t Forget About Us (Desert Storm Remix)                         | DJ Clue                        |
| 2007 | Strength & Loyalty (Bone Thugs-n-Harmony albuma)            | Lil’ L.O.V.E.                                                      | Chris Robinson                 |
| 2008 | E=MC²                                                       | Touch My Body                                                      | Brett Ratner                   |
| 2008 | E=MC²                                                       | Bye Bye                                                            | Justin Francis                 |
| 2008 | E=MC²                                                       | I’ll Be Lovin’ U Long Time (Remix)                                 | Chris Applebaum                |
| 2008 | E=MC²                                                       | I Stay in Love                                                     | Nick Cannon                    |
| 2008 | Tennessee (filmzene)                                        | Right to Dream                                                     | Aaron Woodley                  |
| 2009 | The Ballads                                                 | Hero (2009 Version)                                                |                                |
| 2009 | Love vs. Money (The-Dream albuma)                           | My Love                                                            | Nick Cannon                    |
| 2009 | E=MC²                                                       | Love Story                                                         | Nick Cannon                    |
| 2009 | Memoirs of an Imperfect Angel                               | Obsessed                                                           | Brett Ratner                   |
| 2009 | Memoirs of an Imperfect Angel                               | Obsessed (Remix feat. Gucci Mane)                                  | Brett Ratner                   |
| 2009 | Memoirs of an Imperfect Angel                               | I Want to Know What Love Is                                        | Hype Williams                  |
| 2009 | Memoirs of an Imperfect Angel                               | H.A.T.E.U.                                                         | Brett Ratner                   |
| 2010 | AT&T Team USA Soundtrack                                    | 100%                                                               |                                |
| 2010 | Helping Haiti (kislemez)                                    | Everybody Hurts                                                    | Joseph Khan                    |
| 2010 | Angels Advocate                                             | Up Out My Face (Remix)                                             | Mariah Carey, Nick Cannon      |
| 2010 | Angels Advocate                                             | Angels Cry (Remix)                                                 | Mariah Carey, Nick Cannon      |
| 2010 | Merry Christmas II You                                      | Oh Santa!                                                          | Ethan Lader                    |
| 2010 | Merry Christmas II You                                      | Oh Santa! (HSN promóciós változat)                                 |                                |
| 2010 | Merry Christmas II You                                      | O Come All Ye Faithful/Hallelujah Chorus                           |                                |
| 2010 | Merry Christmas II You                                      | Charlie Brown Christmas                                            |                                |
| 2010 | Merry Christmas II You                                      | Auld Lang Syne (The New Year’s Anthem) (Fireworks Version)         |                                |
| 2010 | Merry Christmas II You                                      | When Christmas Comes                                               |                                |
| 2011 | Merry Christmas II You                                      | When Christmas Comes (Remix feat. John Legend)                     |                                |
| 2011 | Under the Mistletoe (Justin Bieber albuma)                  | All I Want for Christmas is You (Superfestive!) (Shazam Version)   | Sanaa Hamri                    |
| 2012 |                                                             | Triumphant (Get ‘Em)                                               | Nick Cannon                    |
| 2012 | Merry Christmas II You                                      | Christmas Time Is in the Air Again                                 | Danielle Charles               |
| 2013 |                                                             | Almost Home                                                        | David LaChappelle              |
| 2013 | Me. I Am Mariah… The Elusive Chanteuse                      | #Beautiful (feat. Miguel)                                          | Joseph Kahn                    |
| 2013 | Me. I Am Mariah… The Elusive Chanteuse                      | #Beautiful (Explicit Version) (feat. Miguel)                       | Joseph Kahn                    |
| 2013 | Me. I Am Mariah… The Elusive Chanteuse                      | #Hermosa (feat. Miguel)                                            | Mariah Carey                   |
| 2013 | Me. I Am Mariah… The Elusive Chanteuse                      | #Beautiful (remix feat. Jeezy) (kiadatlan)                         | Nick Cannon                    |
| 2013 | Me. I Am Mariah… The Elusive Chanteuse                      | You’re Mine (Eternal)                                              | Indrani                        |
| 2013 | Me. I Am Mariah… The Elusive Chanteuse                      | You’re Mine (Eternal) remix feat. Trey Songz                       | Indrani                        |
| 2015 | #1’s to Infinity                                            | Infinity (Lyric Video)                                             | Lorraine Campo, Samantha Lecca |
| 2015 | #1’s to Infinity                                            | Infinity                                                           | Brett Ratner                   |
| 2016 | Empire: Original Soundtrack, Season 3                       | Infamous (feat. Jussie Smollett)                                   |                                |
| 2017 |                                                             | I Don’t (feat. YG)                                                 | Mariah Carey                   |
| 2017 | The Star (Original Motion Picture Soundtrack)               | The Star                                                           |                                |
| 2017 | Mariah Carey’s All I Want for Christmas Is You (Soundtrack) | Lil Snowman                                                        |                                |
| 2018 | Caution                                                     | GTFO                                                               | Sarah McColgan                 |
| 2018 | Caution                                                     | With You                                                           | Sarah McColgan                 |
| 2018 | Caution                                                     | The Distance (Lyric Video)                                         |                                |
| 2018 | Caution                                                     | A No No (Lyric Video)                                              |                                |
| 2019 | Caution                                                     | A No No                                                            |                                |
| 2019 | Caution                                                     | A No No (Remix feat. Stefflon Don)                                 |                                |
| 2019 | Caution                                                     | A No No (Remix feat. Shawni)                                       |                                |
| 2019 |                                                             | In the Mix                                                         |                                |
| 2019 | Merry Christmas (Deluxe Anniversary Edition)                | All I Want for Christmas Is You (Unreleased Video Footage Version) |                                |
| 2019 | Merry Christmas (Deluxe Anniversary Edition)                | All I Want for Christmas Is You (Make My Wish Come True Version)   | Joseph Kahn                    |
| 2020 | The Rarities                                                | Save the Day (Lauryn Hill-lel)                                     |                                |
| 2020 | The Rarities                                                | Out Here on My Own (Lyric Video)                                   |                                |
| 2020 | Mariah Carey’s Magical Christmas Special                    | Oh Santa! (Ariana Grande és Jennifer Hudson közreműködésével)      | Hamish Hamilton, Roman Coppola |
| 2020 | Mariah Carey’s Magical Christmas Special                    | Oh Santa! (Lyric Video)                                            |                                |

## Videokazetták és DVD-k
| Év   | Cím                                            | Formátum       | Tartalma                         |
| ---- | ---------------------------------------------- | -------------- | -------------------------------- |
| 1991 | The First Vision                               | VHS, DVD       | 4 klip + 4 dal koncertfelvétele  |
| 1992 | MTV Unplugged +3                               | VHS, VCD, DVD  | koncert + 3 klip                 |
| 1993 | Here Is Mariah Carey                           | VHS, VCD, DVD  | koncert + 1 klip                 |
| 1996 | Fantasy: Mariah Carey at Madison Square Garden | VHS, DVD       | koncert + 2 klip                 |
| 1999 | Around the World                               | VHS, VCD, DVD  | koncert + 4 klip                 |
| 2000 | #1’s                                           | VCD, DVD       | 12 klip + 3 dal koncertfelvétele |
| 2007 | The Adventures of Mimi                         | 2 DVD, Blu-ray | koncertfelvétel                  |